# Lilla Rimskär
Lilla Rimskär är öar i Finland. De ligger i Skärgårdshavet och i kommunen Pargas i landskapet Egentliga Finland, i den sydvästra delen av landet. Öarna ligger omkring 58 kilometer sydväst om Åbo och omkring 180 kilometer väster om Helsingfors.
Arean för den av öarna koordinaterna pekar på är 0,4 hektar och dess största längd är 120 meter i sydöst-nordvästlig riktning. Närmaste större samhälle är Korpo, 15,3 km norr om Lilla Rimskär.